# Gerald Mayr
Gerald Mayr – niemiecki paleontolog i ornitolog. 

## Życiorys
Obecnie jest kustoszem działu ornitologii w Forschungsinstitut Senckenberg we Frankfurcie nad Menem. W swoich badaniach zajmuje się przede wszystkim ptakami z okresu trzeciorzędu oraz filogenezą ptaków. Jest jednym z głównych światowych specjalistów w dziedzinie ptaków paleogenu – od 1998 do 2005 opublikował ponad 70 prac na ten temat. Badał m.in. skamieniałości archeopteryksa i jego podobieństwo do nieptasich teropodów oraz pozycję filogenetyczną ptaków wewnątrz teropodów, odkrył także przypominające pióra struktury na ogonie dinozaura ptasiomiednicznego z rodzaju Psittacosaurus.